# تلفاز

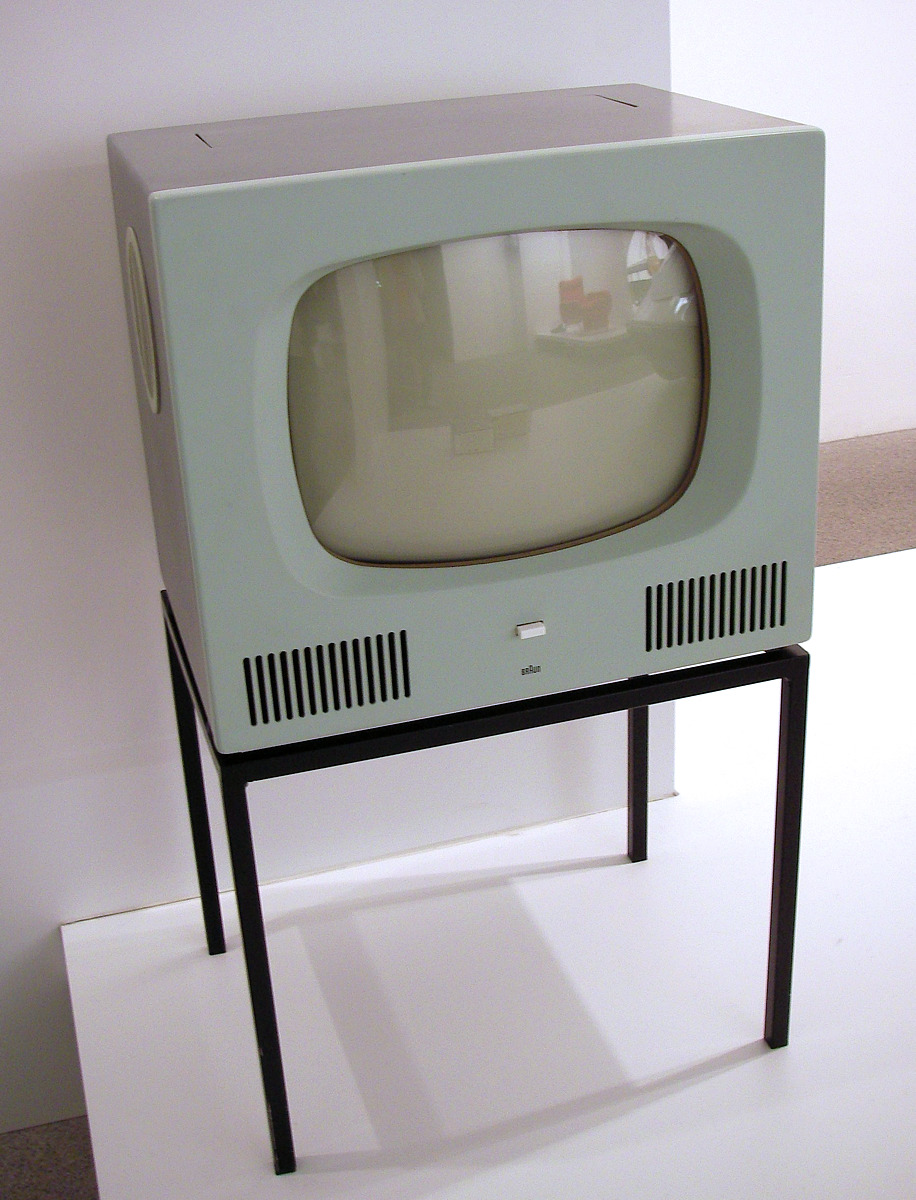
براون، ألمانيا 1959

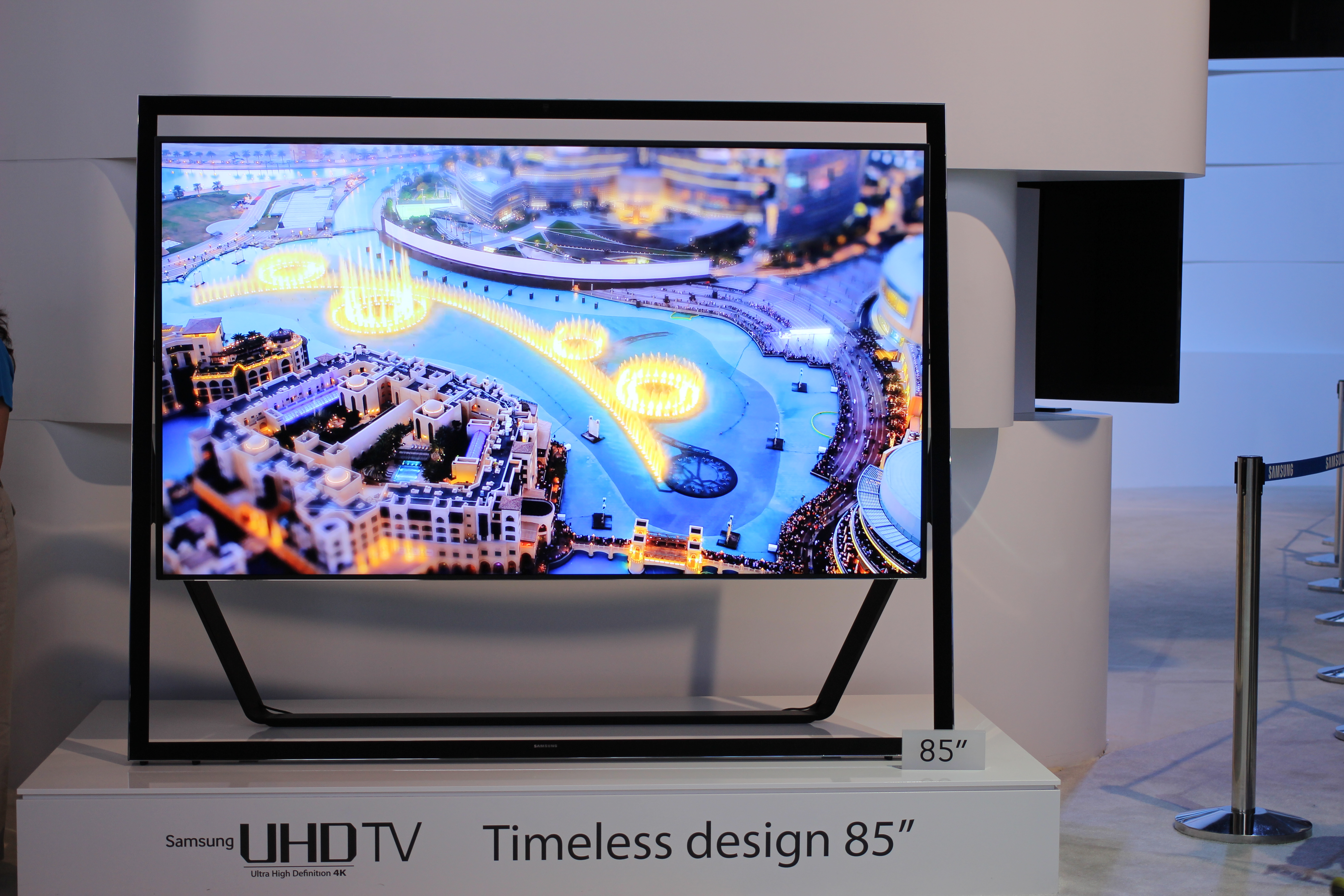
أحدث نموذج تلفاز أو صِوار بالعالم بتقنية 4k.

التِلْفَاز أو الرائي (الجمع: رائيات) أو التلفزة أو التلفزيون أو المِرْناة أو هو تحويل مشهد متحرك، وما يرافقه من أصوات، إلى إشارات كهربائية ثم نقل الإشارات وإعادة تحويلها بجهاز استقبال إلى صورة مرئية متحركة مرفقة بصوت. ويعد التلفاز أكثر وسائل الاتصال الجماهيرية أهميةً وتأثيرًا نظرًا لما يتمتع به من خصائص ومميزات يتفوق بها عن غيره من وسائل الاتصال الجماهيرية الأخرى والتلفاز يقدم مواد عبر قوالب وأشكال متعددة ومتنوعة يمكن أن نقسمها إلى قسمين :
- مواد ممثلة (درامية).
- مواد غير ممثلة (غير درامية).

وتحتل الأعمال الدرامية مساحة كبيرة على خريطة البرامج التلفازية تصل في كثير من الدراسات الإحصائية إلى أكثر من ربع تلك المساحة وتبرز المسلسلات التلفازية من بين هذه الأعمال وأهمها وأكثرها تأثيرًا وجذبًا وقبولًا لدى الكثير من مشاهدي التلفاز.

## التصوير
عندما توجّه الكاميرا التلفازية إلى مشهد يراد تصويره في الأستديو تتركز الأشعة المنبعثة من ذلك المشهد على لوح كهروضوئي photoelectric مكسو بآلاف الحبيبات الحساسة للضوء. وفي الكاميرا تُطلق مدفعة كهربائية electric gun حزمة رفيعة من الإلكترونات تتحرك ذهابا وإيابا عبر اللوح الكهروضوئي، أو الهدف target، بنفس الطريقة التي تمر بها العين على سطور صفحة مطبوعة أو مخطوطة. وتعرف هذه العملية بـ «المسح» scanning، وخلال ذلك تُطلق الحُبيبات الحساسة للضوء إشارات كهربائية تتفاوت تبعاً لشدة الضوء عند كل نقطة، ومن هنا فإن البذلة الداكنة تحدث إشارات كهربائية أضعف من تلك التي تُحدثها البذلة البيضاء. والواقع أن النقطة الناشئة عن الحزمة الماسحة scanning beam تتحرك عبر «الهدف» بسرعة تمكّنها من «مسحه» في جزء من ثلاثين جزءاً من الثانية. وهكذا تتكوّن «صورة كهربائية للمشهد المصور خطاً بعد خط وبسرعة فائقة بحيث تعجز العين عن تتبُّع حركة النقطة الماسحة scanning spot. وفي الوقت نفسه يلتقط الميكروفون الصوت المرافق للمشهد، فينقل هوائي الإرسال الصورة والصوت على شكل موجات كهربائية يلتقطها هوائي الاستقبال. وفي جهاز الاستقبال يقوم أنبوب أشعة الكاثود بعكس العملية. وبنفس السرعة التي تعمل بها كاميرا الأستديو تقوم حزمة من الإلكترونات بقذف سطح الأنبوب المكسوّ عادة تتوهج عندما تسقط عليها الحزمة الإلكترونية. وتفوق قوة هذا التوهج على قوة الإشارات، وهي نفس القوة التي كانت لها في الأستديو، وهكذا نرى نسخة طبق الأصل عن المشهد المصوَّر هناك. والتلفاز اليوم أداة تسلية وإعلام وتثقيف، وقد طُوِّر في السنوات الأخيرة بحيث أصبحنا نشاهد نشرات الأخبار ومختلف البرامج التلفازية مبثوثة بالألوان الطبيعية. ليس هذا فحسب، بل لقد أمسى في ميسورنا اليوم أن نستأجر أو نشتري ما نرغب في مشاهدته من أفلام سينمائية مسجَّلة بمجرد وضع الشريط cassette أو العُليبة الحاملة للفيلم المسجَّل في جهاز صغير ملحق بالتلفاز يُعرف بجهاز الفيديو video. ويُعتبر فلاديمير زووريكين Zworykin أبا التلفاز، وقد اخترعه في ما بين عام 1923 وعام 1924.

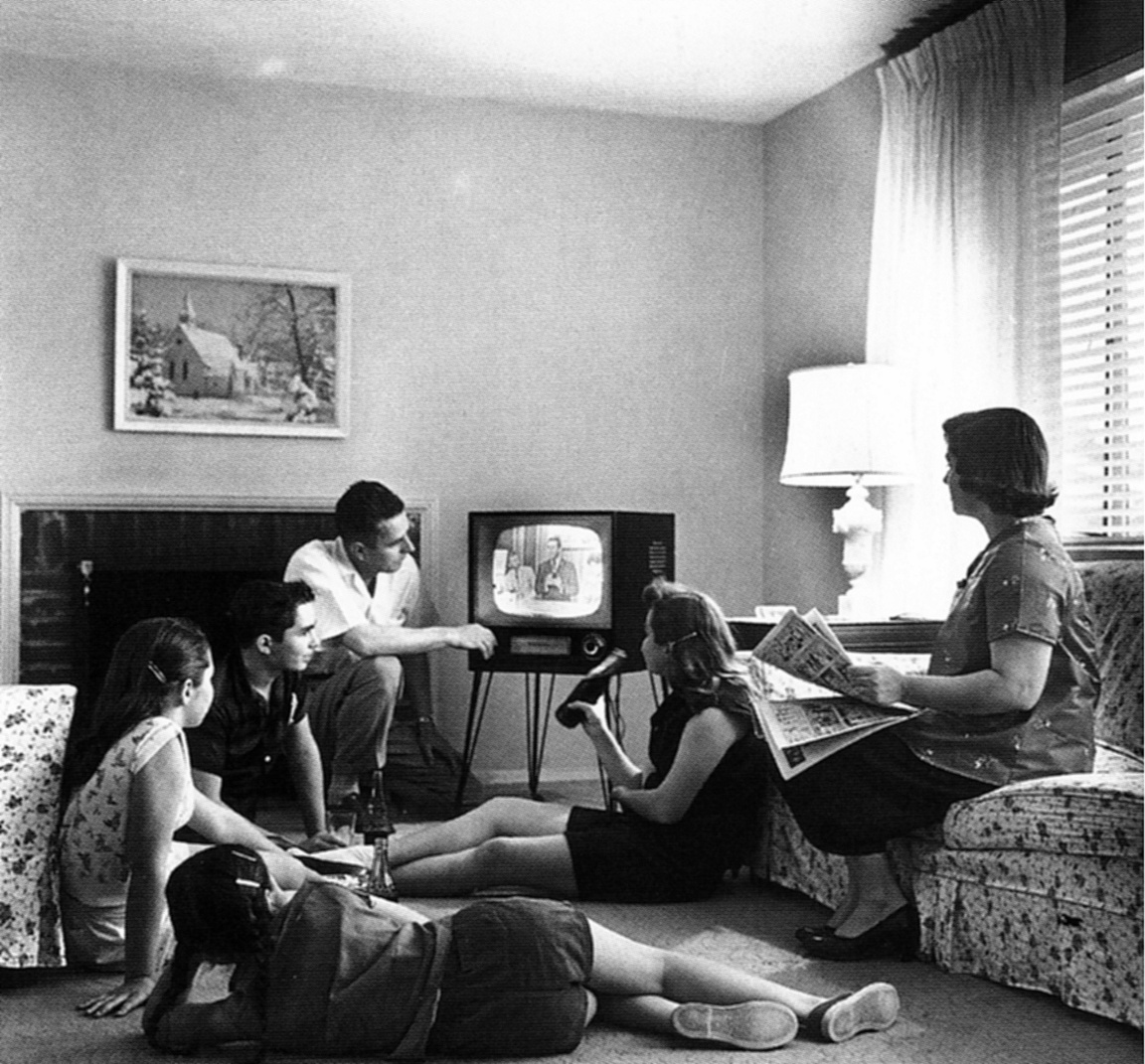

## أضرار مشاهدة التلفاز
من أضرار مشاهدة التلفاز:
1. التسبب في زيادة الوزن وذلك لعدم ممارسة أي نشاط بدني.

1. يلقي بالشخص في مجتمع افتراضي ويفصله عن الواقع.
2. عدم المساعدة على التعلُّم أو التواصل مع الآخرين.
3. الإصابة بأمراض القلب والسكري.
4. يسبب تأخرًا في النمو لدى الأطفال.
5. يسبب اضطرابات في التركيز وقلة الانتباه.
6. إجهاد العين وضعف البصر.
7. ضعف جودة النوم.

## استخدام التلفاز

### التلفاز وتأثيره
يوجد نوعان من محطات التلفاز: المحطات التجارية والمحطات العامة. تدار المحطات التجارية بواسطة شركات خاصة. وتبيع هذه الشركات وقت الإعلانات لتغطية نفقات التشغيل، بالإضافة لتحقيق ربح للشركات التي تدير المحطات. أما محطات التلفاز العامة فهي محطّات لا تهدف إلى الربح وتدار وفق ترتيبات خاصة. فمثلاً تحصل هيئة الإذاعة البريطانية على التمويل من رسوم الترخيص التي يدفعها مالكو أجهزة التلفاز وهي لا تبيع وقتًا للإعلانات. وتعتمد محطات التلفاز العامة في معظم الدول، على مساهمات قطاع الأعمال، والحكومة، والجمهور، وذلك لتغطية نفقات التشغيل، ومن ثم فإنهم يتخذون قراراتهم بشأن محتويات البرامج بأنفسهم. وفي دول أخرى تقوم الحكومات بإدارة محطات التلفاز التي تتخذ القرارات بشأن محتويات البرامج. وبصفة عامة لا تبيع هذه المحطات وقتًا للإعلان.
يستطيع الأفراد في بعض الدول الاشتراك في أنظمة التلفاز الكبلي (خط المايكروويف) وأنظمة البث لمشاهدون رسومًا لهذه الخدمات.
كما توجد استخدامات أخرى للتلفاز غير بث البرامج للمنازل. فمثلاً، تستخدم المدارس، وقطاع الأعمال، والمستشفيات، وغيرها من المنظمات دوائر التلفاز المغلقة. وترسل الإشارات في مثل هذه الدوائر عبر أسلاك إلى أجهزة تلفاز بعينها، ولا تستطيع بقيّة الأجهزة الموجودة في المنطقة التقاط تلك الإشارات بالطريقة العادية.
وقد غيرت الأجهزة الحديثة كمسجلات الفيديو كاسيت، ومشغلات أقراص الفيديو، والحاسوب الشخصي منذ أواخر السبعينيات طريقة استخدام الناس للتلفاز في منازلهم. فمثلاً، أصبحت أجهزة التلفاز تستعمل في ممارسة الألعاب الإلكترونية، واستقبال خدمات المعلومات التلفازية.

### التلفاز والعنف
كمية العنف المعروضة في المرناة (التلفاز) في مختلف أنحاء العالم ترتفع بشكل مطرد، حيث يشاهد الأطفال في بعض القنوات من 5000 إلى 2000 مشهد عنف كل سنة بما في ذلك القتل والاغتصاب.
أكثر من 1000 دراسة موزعة في العالم على العلاقة الجدلية بين العنف الممارس يوميا في المحيط المدرسي والمجتمع والعنف التي تبثه البرامج التلفازية خاصة للذكور.
الفئات المعرضة أكثر من غيرها هي الأطفال من أبناء الأقليات من المهاجرين والنازحين. والأطفال الذين يشكون من اضطرابات انفعالية وعاطفية.
والأطفال الذين يشكون من صعوبات دراسية أو تكييفية، والأطفال الذين يتعرضون إلى ممارسة العنف من طرف أولياءهم، والأطفال الذين ينتمون إلى أسر في وضعيات مأساوية.

### التلفاز والجنس
يحتل التلفاز موقع الصدارة في ميدان التربية الجنسية للأطفال، حيث يشاهد المراهقون المواظبون على متابعة بعض القنوات حوالي 14000 مشهد جنسي في السنة.
وأكد بعض علماء الاجتماع أن التلفاز يعرض المراهقين إلى متابعة مشاهد جنسية مخصصة للكبار. هذه المشاهد المثيرة تبيح محاكاة ممارسات جنسية محظورة بدعوى أنها أعمال يقوم بها عامة النجوم. وأصبحت الممارسات الجنسية خارج رابطة الزواج في بعض البلدان أكثر انتشارا من الممارسات الجنسية بين الأزواج الشرعيين.

### التلفاز والصحة العامة
حتى مع منع الإشهار على التدخين والمواد الكحولية يبقى للبرامج التلفزية وبعض الأفلام دور مؤثر يساهم في حقن تصورات تقرن بين الرجولة والفحولة والسلوكات الكحولية والتدخين.
التفاعل مع التلفاز، يعتمد حاسة السمع وحاسة البصر ويهمل الثلاثة المتبقية من الحواس الخمس. مع كل ما يترتب عن ذلك من خسران معرفي.
أما بخصوص العضلات فإن الطفل المواظب على متابعة التلفاز، أقل من 5% من سائر العضلات بالمقارنة مع اللعب مع الأطفال.
ويعطى الوضع الجسمي والانفعالي الذي يتبناه الطفل مدة ساعات مطولة فرصة إضافية للسمنة وخمول الأعضاء ونقص في الحركة النفسية والدموية.
ويساهم الإدمان على التلفاز في تقلص الطاقات الخيالية والإبداعية ويحدد من آفاق الحلم البناء الذي غالبا ما تحسن إثارته المطالعة المركزة.
ويساعد التلفاز على اكتشاف بعض العاهات السمعية والبصرية ويشارك في تفاقمها.

## تاريخ التلفاز

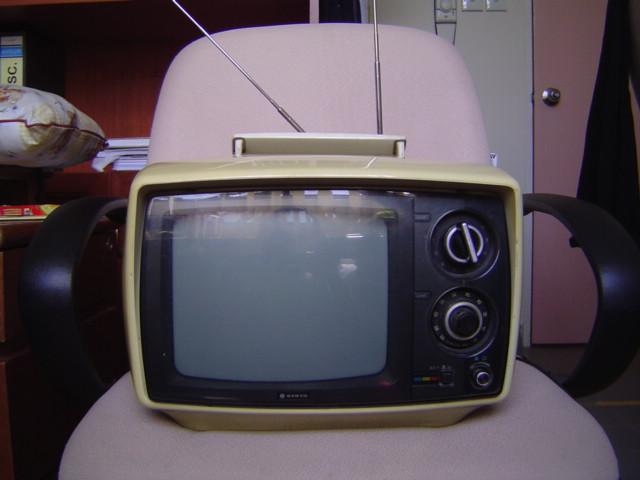
مرناة متنقلة

بث تلفازي تجريبي في أواخر العشرينيات. التطوير المبكر. أسهم العديد من العلماء في تطوير التلفاز، ولا نستطيع تحديد شخص بعينه بوصفه مخترعًا للتلفاز. ولقد أصبح وجود التلفاز ممكنًا في القرن التاسع عشر، حينما تعلّم الناس كيفية إرسال إشارات الاتصال خلال الهواء بوساطة الموجات الكهرومغنطيسية، وتسمى هذه العملية الاتصال اللاسلكي.
أرسل مشغلو اللاسلكي الأوائل إشارات رمزية عبر الهواء. وبحلول أوائل القرن العشرين، استطاع مشغلو اللاسلكي إرسال الكلمات. وفي الوقت نفسه أجرى العديد من العلماء تجاربً تتضمن إرسال الصور. وفي عام 1884م، اخترع بول جوتليب نبيكوف من ألمانيا جهاز مسح استطاع أن يرسل الصور لمسافات قصيرة، وكان نظامه يعمل آليًا وليس إلكترونيًا، كما هو الحال الآن. وفي عام 1922م، طوّر فيلو فارنزورث من الولايات المتحدة نظام مسح إليكتروني. وفي عام 1926م، اخترع جون بيرد وهو مهندس أسكتلندي نظام تلفاز يعمل بالأشعة تحت الحمراء، لالتقاط الصور في الظلام. واخترع فلاديمير زُوُريكين، وهو عالم أمريكي روسي المولد آلة التصوير التلفازية المخزِّنة الإيكونوسكوب· وكذلك صمام الصورة الكينسكوب في عام 1923م وكان الإيكونوسكوب أول صمام آلة تصوير تلفازية مناسبًا للبث. والكينسكوب هو صمام الصورة المستخدم في أجهزة استقبال التلفاز. ولقد عرض زوريكين أول نظام تلفاز عملي إلكتروني كامل في عام 1929م.
التغطية الإخبارية للحروب والكوارث الطبيعية تعرض المآسي في ملايين المنازل. بداية البث. أُجْرِيَ العديد من تجارب البث التلفازي في أواخر العشرينيات والثلاثينيات، وكانت هيئة الإذاعة البريطانية في بريطانيا، وشركتا سي بي إس والإذاعة القومية بالولايات المتحدة هي الرائدة في تجارب البث التلفازي. وبدأت هيئة الإذاعة البريطانية أول خدمة تلفازية عامة عام 1936م، وذلك بالبث من قصر ألكسندرا، في لندن. وفي عام 1936م، وضعت شركة لاسلكي أمريكا (فيما بعد شركة آر إس أيه) ـ والتي تمتلك شركة الإذاعة القومية إن بي سي ـ أجهزة استقبال في 150 منزلاً بمدينة نيويورك. وبدأت محطة نيويورك التابعة لشركة الإذاعة القومية أول بث تلفازي تجريبي لهذه المنازل. وكان أول برامجها برنامجًا للرسوم المتحركة. وبدأت شركة الإذاعة القومية أول بث تلفازي منتظم في الولايات المتحدة في عام 1939م.
اسْتُؤنِفَ البث التلفازي في بريطانيا والولايات المتحدة عَقب الحرب العالمية الثانية (1939-1945م). وفي البداية كان البث تجريبيًا، وكان قليل من الأشخاص يمتلكون أجهزة تلفاز. وبحلول عام 1951م، غطّى البث التلفازي الولايات المتحدة من شرقها إلى غربها، وكان الناس مفتونين بالتلفاز. وفي الخمسينيات حدثت زيادة هائلة في استخدام التلفاز في الدول الغربية. وكانت ببريطانيا خدمة تلفاز واحدة حتى عام 1955م، حينما بدأ تشغيل شبكة التلفاز التجاري. وافتتحت أستراليا أولى محطاتها القومية والتجارية في سيدني وملبورن في عام 1956م، وبدأ التلفاز الأيرلندي في عام 1961م. وفي الستينيات أصبح تطور التلفاز أكثر سرعة؛ وذلك بإدخال التلفاز الملون في عدة دول. وبدأت هيئة الإذاعة البريطانية البث الملون المنتظم في عام 1966م، على القناة الثانية.
البرامج الأولى. كانت العروض المرحة وأفلام الغرب الأمريكي أكثر البرامج رواجًا في الخمسينيات. ثم أصبحت برامج المسابقات، ذات الجوائز المالية الكبيرة البرامج المفضلة على المحطات التجارية. وجذبت مسلسلات الدراما، مثل شارع التتويج البريطاني ملايين المشاهدين. وقد كان هذا في عام 1960م، وما زال يجذب عددًا هائلاً من المشاهدين في التسعينيات.
وبحلول الثمانينيات حلّت مسلسلات الجريمة محل أفلام الغرب الأمريكي باعتبارها أكثر المسلسلات رواجًا. وتعرض كثير من محطات التلفاز برامج الحوار والمسابقات، والمرح، والبرامج الرياضية.
الستينيات. مع أن برامج التسلية الشعبية ظلت هي الجزء الأساسي من برامج التلفاز خلال الستينيات فإن مخططي التلفاز غطوا بازدياد أحداثًا مثل الاجتماعات السياسية، ومراسم تشييع جنازات الشخصيات المهمة، وحفلات الزواج الملكية. وقد كانت سلسلة المناظرات في عام 1960م بين المرشحين لرئاسة الولايات المتحدة ـ جون كنيدي وريتشارد نيكسون ـ معلمًا في البث التلفازي. ويعتقد الكثير أن هذه المناظرات أسهمت إسهامًا كبيرًا في فوز كنيدي في انتخابات رئاسة الولايات المتحدة في عام 1960م. وسرعان ما أدرك السياسيون أهمية التلفاز في تقديم أنفسهم ورسائلهم السياسية للناخبين.
يعرض التلفاز بانتظام مناظر من الحروب والكوارث الطبيعية والمجاعات. ولقد سميت حرب فيتنام في الستينيات والسبعينيات بأنها أول حرب كان ميدانها التلفاز، كما حظيت احتجاجات الحقوق المدنية بالولايات المتحدة وأوروبا الغربية، وجنوب أفريقيا بتغطية تلفازية مناسبة.
التقدم التقني. ساعد التقدُّم الذي حدث خلال الخمسينيات والستينيات على تحسين الجودة التقنية للبث التلفازي. ففي الأيام الأولى للتلفاز كان قطر معظم الشاشات إما 18 أو 25 سم. أما الآن، فقد أصبحت الشاشات ذات الأقطار 53، 64سم، شائعة الاستخدام. وفي السبعينيات قدم الصانعون نظم التسليط التلفازي التي تعرض البرامج على شاشات كبيرة يصل قطرها إلى مترين. وتوجد أجهزة تلفاز صغيرة يمكن وضعها في الجيب يبلغ قطر شاشتها نحو 7,5 سم. وتستخدم هذه الأجهزة صمامات أشعة المهبط لتكوين الصور التلفازية. وفي بعض النماذج تُرى الشاشة الفوسفورية من خلال نافذة جانبية في الصمام مما يتيح تصميمًا مدمجًا. وتتوافر حاليًا شاشات البلورات السائلة المماثلة لشاشات الحاسوب المحمول بنوعيها الملون والعادي. وتعطي هذه الشاشات صورًا رديئة نسبيًا، ولكنها تمتاز بأنها مدمجة وتحتاج إلى قدرة كهربائية منخفضة.
أدت التحسينات في معدات البث والاستقبال إلى الحصول على صور أكثر وضوحًا عما كان متاحًا في الماضي. وفي الأيام الأولى، كانت كل البرامج تُعرض غير ملونة. وبدأ التلفاز الملون في معظم الدول خلال الخمسينيات، أما الآن فتُعرض معظم البرامج ملونة. وفي معظم الدول الصناعية يوجد في أكثر من 90% من المنازل أجهزة تلفاز ملونة.
كان معظم البث التلفازي في البداية بثًا مباشرًا على الهواء أو برامج مأخوذة من الأفلام. وكانت الأفلام تحتاج وقتًا لإظهارها. كما كانت الأجهزة والتقنيات المستخدمة تنتج صورًا وأصواتًا ذات نوعية غير جيدة. وبدأ تسجيل البرامج على شرائط الفيديو في منتصف الخمسينيات، وبذا أصبح التسجيل على هذه الشرائط طريقة إنتاج أساسية. ويمكن تشغيل شرائط الفيديو مباشرة بعد تسجيلها. وهي تنتج صورًا وأصواتًا ذات جودة عالية، كما تتيح مرونة في جدولة البرامج. وبعد ذلك طّور العلماء المعدات والتقنيات التي أدت إلى تحسين جودة عروض الأفلام.
أُطلق أول قمر صناعي للاتصالات التجارية في عام 1965م، ولقد جعلت الأقمار الصناعية البث التلفازي عالمي النطاق. ويستطيع المشاهدون في جميع أنحاء العالم حاليًا رؤية أحداث مثل الألعاب الأوليمبية وقت حدوثها. انظر: قمر الاتصالات.
التطورات الحديثة. استمر التلفاز وسيلة أساسية للتسلية، كما أدى دوره في تغطية الأحداث المهمة، فمثلاً في عام 1973م ألغت شبكات التلفاز الأمريكية برامجها العادية لتذيع جلسات قضية ووترجيت الخاصة بتحقيقات مجلس الشيوخ الأمريكي حول الممارسات غير القانونية خلال حملة الانتخابات الرئاسية في عام 1972م.
وفي الأعوام الأولى للتلفاز في الولايات المتحدة، تجنب الإذاعيون الموضوعات التي تُثير الجدل، مثل الإجهاض، والطلاق، وتعاطي المخدرات، والهجاء السياسي، والجنس. فقد خشوا أن تسيء هذه الموضوعات لبعض المشاهدين. ولكن في أواخر الستينيات وجد الإذاعيون الأمريكيون أنه يمكن تناول هذه الموضوعات دون اعتراضات كثيرة. فقد انتقدت الدراما الأمريكية ¸ماش·، التي بُثت في السبعينيات وأوائل الثمانينيات ـ الحروب. كما تناول البرنامج الفائق النجاح الجيران الذي أُنتج في أستراليا مشكلات المخدرات والإيدز، كما عالج برنامج سكان الطرف الشرقي مشكلات سكان وسط المدينة بما يحتويه من الجريمة والعلاقات الأسرية الرديئة، والعنصرية.
ويعتقد بعض الناس أن التلفاز قد تمادى في عرض الموضوعات الجدلية. كما تتعرض مشاهد العنف والجنس التي تعرض في أجهزة التلفاز في الدول الغربية في التلفاز لكثير من الانتقادات. وفي بريطانيا أُنشئ مجلس للمقاييس المعيارية للإذاعة في عام 1988م، ليضع حدودًا للياقة والأدب الأخلاقي ويحدد خطوطًا إرشادية لواضعي البرامج.
بدأ الإذاعيون في أواخر السبعينيات عرض عدد متزايد من الأفلام المعدة خصيصًا للتلفاز والمسلسلات المأساوية القصيرة، والبرامج الخاصة الأخرى. ومن بين المسلسلات التي لاقت نجاحًا مسلسل الجذور، وهو دراما مكونة من ثمانية أجزاء تتقصى تاريخ أسرة سوداء أمريكية من الاستعباد إلى الحرية. وفي الثمانينيات عرض التلفاز الهندي عددًا من مسلسلات المأساة الهندية من بينها مسلسل بنياد الشعبي، الذي عرض حياة أسرة هندية خلال سبعة عقود.
وخلال الثمانينيات أصبحت أجهزة الفيديو متاحة للاستخدام المنزلي. وتمكن كثير من المشاهدين من استئجار أو شراء أفلام سابقة التسجيل، وتمتعوا بمشاهدتها في منازلهم. وفي الثمانينيات أيضًا ازداد استخدام الأقمار الصناعية في نقل البرامج التلفازية لمشتركي التلفاز الكبلي. ويستقبل بعض المشاهدين الإشارات التلفازية المنبعثة من الأقمار الصناعية باستخدام هوائي كبير يسمى الطبق، ولذلك ابتدأت بعض النظم الكبلية في خلط إشارتها لتمنع مالكي الأطباق من استقبال برامجهم دون دفع رسوم الاشتراك. وتعطي شركات التلفاز الكبلي للمشتركين الذين لديهم أطباق الاستقبال أجهزةً، ليتسنى لهم استقبال البرامج.
في أواخر التسعينيات ظهرت بعض الشركات الأمريكية العالمية بأنظمة تلفزونية منوعة تقسم برامجها على حسب الفئات العمرية (السنية)، وكانت منها المسارح والأفلام، وكانت يسمى نظام الكبار والحماية العائلية ب (+18) بينما كان يسمى النظام المحمي والذي يصلح لكل فئات المجتمع العمرية ب (Tv Pg.cc).

### تطور الأنظمة التلفزونية
بدأت أميركا بتطوير نظامها التلفزوني في مايو من عام 2000، وقسمت البرامج الأمريكية بمسميات توضيحية للشعب على حسب الفئات العمرية:
1. Tv Pg.cc: يسمح لكل فئات المجتمع أو برنامج ترفيهي يمكن للأطفال مشاهدته، ويكون مخططٌ لها مستقبلياً، أي ان الدور ملعوب من ذي قبل ويتم التدريب عليه. (تاريخ التحرير: Dec,1996) (الإصدار: May,2000)
2. Tv 14: يعد خطر على الأطفال الصغار ويمنع من الأسرة السماح لمن اقل عمراً من سن ال(14) أن يشاهد هذه النوعية من البرامج، ويمكن أن تكون دموية ولكنها ليست قاتلة أو تدعو للإجرام، ويكون لها تخطيط مستقبلي. (تاريخ التحرير: May,2000) (الإصدار: May,2000)
3. TV 18 A.o: هذه البرامج شبه الإجرامية، أو البرامج الجنسية التي تعطي طاقة يجب أن يستهلكها وهو في سن لا يسمح له باستهلاك الطاقة الغريزية مثل حب العنف أو الثقافة الجنسية. (تاريخ التحرير: Apr,1998) (الإصدار: May,2000)
ثم ظهرت بالدول المصادقة لهذه الفكرة أنظمة تلفزيونية بأسماء مختلفة على حسب لغاتهم وظهر عند العرب نظام يسمى (للكبار فقط) ولا يوجد غيره ويعتبر هو النظام (+18)، وبمثل قوانينه ومستلزماته الدولية.

## كيفية عمل التلفاز
يَعْرِضُ التِّلفاز صُوَراً ثابتةً ولكِنَّا نراها متحركة لتتابعها بسرعة تَظَلُّ معها العين محتفظة بالصُّورة السَّابقة. وللحصول على هذا الانطباع الحركي تُعْرَضُ على السِّتارة ثلاثون صُورَةً متتاليةً في الثانية.
وتُقْسَمُ كُلُّ صُورةٍ إلى عدد من الخُطوط (625 خطاً في الأجهزة الحديثة و405 في القديمة) يحوي كُلُّ خَطٍّ منها عِدَّةَ آلاف جُزَئْيَةِ نُورٍ أو ظُلْمَةٍ. وللحصول على صورة جيدة تُفْصَلُ الخطوط إلى جُزَيئاتٍ دقيقة قد تَصِلُ إلى 200 ألف في مجموعها. وتحوي الكاميرا التلفازيَّة صَفيحةَ إشارات مُغَطّاة بنِقاط حَسَّاسَةٍ للضَّوء (من مادَّة كيماويَّة لها هذه الخاصَّة) تُقابِلُ كُلُّ نُقْطةٍ منها إحدى المئتي ألف من الجزيئات الدقيقة. وتتحَرَّكُ حُزْمَةٌ إلكترونيَّة ماسحة عبر الصَّفيحة خطًّا خطًّا وتَبْعَثُ الإشارات الملتقطة من النِّقاط. ثُمَّ تُضَخَّمُ هذه الإشاراتُ وتُبَثُّ. وعند استقبال هذه الإشارات في جهاز تلفازي تجري تقويتها ثُمَّ تُعْرَضُ على أنبوب الصُّورة (أنبوب الأشعة الكاثودي) الذي تتولَّدُ فيه حُزْمَةٌ إلكترونيَّةٌ أخرى. وتتحَرَّكُ هذه الحُزْمَةُ ماسِحةً عَبْرَ السِّتارة 625 مَرَّةً لِتكَوِّنَ 625 خطًّا، وعند نهاية كُلِّ خَطٍّ تَرْتَدُّ الحُزْمَةُ بسرعة لتبدأ الخَطَّ التالي. وتُمْسَحُ مجموعة الخطوط السِّتِّمائة وخمسة وعشرين في 1\30 من الثانية، وتُسَمَّى كُلُّ مجموعة منها إطاراً. وفي أثناء مسح الحُزْمَة خلف ستارة الجهاز تَضْعُف الحُزْمة أو تَشْتَدُّ بالنسبة إلى ضَعْفِ أو شِدَّة الإشارات المُرْسَلَة (أي بالنسبة إلى شِدَّة الإشارات المُلتَقَطَةِ من النِّقاط الحسَّاسة للضَّوء في الكاميرا). ولَمّا كانت ستارة الأنبوب الكاثُودي فَلْوَرِيَّةً لِتغَطِّيها بموادَّ كيماويَّة خاصَّةٍ فإنَّها تتألَّق بصَدَمات الحُزْمَة الإلكترونية ويَشْتَدُّ هذا التَّألَّقُ الضَّوئي باشتداد الحُزْمة. ويشتمل الجهاز أيضاً على مِجهارٍ لإنتاج الصَّوت وعلى نظام مُزامَنَةٍ للتوفيق بين الصَّوت والصُّورة المُبْتَعَثَيْن.
وفي أجهزة التَّلْفَزة المُلوَّنة، الأكثر تعقيداً، تعمل ثلاث حُزَمٍ إلكترونية تَخْتَصُّ كل منها بأحد الألوان الأوَّليَّة وهي الأحمر والأزرق والأخضر ناقِلَةً صورة مستقلة للمشهد. ويتميَّزُ سِتارُ أنبوب الصُّورة بتغشِيَةٍ من حوالى ¼ مليون نقطة من مادة مُتَفَسْفِرة مُوزَّعةٍ في مجموعات ثلاثيَّة فُسَيْفِسائيَّة. وعندما تُسَلَّطُ الحُزْمَةُ الإلكترونية الماسحة في جهاز الاستقبال على هذه المجموعات تَبْتَعِثُ الواحدة منها ضوءًا بلونها فقط. أي إنَّ النِّقاط المُتَفَسْفِرَةَ الزَّرقاء تَبْتَعِثُ ضوءًا أزرق عندما تَسْقُط عليها الحُزْمَةُ الحامِلةُ الإشارة الزَّرقاء وهكذا الحمراء والخضراء. وهذه الألوان الثلاثة يُمكِنُ مَزْجُها بِنِسَبٍ مختلفة لِتُنْتِجَ بقيَّة الألوان الأُخرى في المَشْهد المُتَلْفَز.
ويُمكِنُ بَثُّ الإرسال التِّلفازي لاسلكياً، كما هي الحال في برامج التسلية والإمتاع، أو عبر الأسلاك في دائرةٍ تلفازية مُقْفَلةٍ. وهذا النوع من الإرسال في دائرةٍ مُقْفَلةٍ له أغراض متعددة، فبواسطته مثلاً يُمكِنُ لطلاب الطِّب مشاهدة تفاصيل عملية جراحية منقولة من غرفة العمليات في أحد المستشفيات.

## الأهمية
التلفاز من أهم وسائل الإعلام، وله دور في صناعة الرأي العام للشعوب. وإحدى الاستخدامات الأساسية بالنسبة للمشاهد هو التسلية وامضاء وقت الفراغ بالإضافة إلى الحصول على المعلومات ومشاهدة آخر الأخبار. لذا نرى أن له أهمية كبيرة لدى الحكومات والقادة حيث أصبح من أوائل رموز السلطة والاستيلاء على مقر التلفاز (عادة الحكومي) على قائمة مهام مديري الانقلابات والمحتلين.

عدد الأجهزة لكل 1000 فرد
1000+
500–1000
300–500
200–300
100–200
50–100
0–50
لا معلومات

## التقاط البث
في السابق اعتمد المرناة على التقاط الموجات الأرضية فقط باستعمال هوائي. وبتطور تقنية الاتصال صار بالإمكان الآن التقاط موجات لقنوات جديدة عبر الفضاء تبث من «سواتل» أقمار صناعية تدور حول الأرض. ونتج عن ذلك زيادة هائلة لعدد القنوات صارت تعرف بالفضائية وأصبحت بالمئات هذا ما عزز دور أجهزة التحكم عن بعد في عملية اختيار قناة.

## التطور
- 1848: بيان لمبدأ نقل الصور، ولكن من دون إمكان الإنجازات المادية.
- 1884: المخترع الألماني بول نيبكو على براءة اختراع جهاز للخطوط تحليل الصور، قرص نيبكو وأساس التلفزيون الميكانيكي.
- 27 يناير 1926: الولادة الرسمية للتلفزيون.
- 26 أبريل 1935: أول بث رسمي للتلفزيون الفرنسي.
- نوفمبر 1935: التلفزيون يعرض بـ 180 خط تعريف، وجهاز إرسال على الموجات القصيرة يثبت على قمة برج إيفل.
- 4 يناير 1937: بدء التلفزيون الفرنسي لبث كل مساء من ساعة 20 إلى الساعة 20 ونصف.
- 3 سبتمبر 1939: في الحرب، الألمان يهيمنون على التلفزيون الفرنسي.
- 1944: رينيه بارث يطور تعريف 819 خطوط التلفزيون.
- 20 نوفمبر 1948: مستوى انتقال الآن 819 خطوط. وفرنسا هي البلد الوحيد في اعتماد بلدان أخرى سيتم اختيار 625 خطوط.
- 1951: هو البث العلني الأول بالألوان.
- 1967: سيكام، وهو مقياس ترميز الفيديو ملون في 625 خط، اخترعه هنري دو فرانس، والتلفزيون الفرنسي يعتمده.
- 2000: تطور الأنظمة التلفزيونية وتقسيمها حسب فئات عمرية محددة.